# Голубцова, Тамара Васильевна
Тамара Васильевна Голубцова (20 апреля 1928, Кимры, Тверской области — 21 ноября 2001, Москва) — советская партийная деятельница, заместитель министра культуры СССР, 1-й секретарь Гагаринского районного комитета КПСС города Москвы. Член Центральной Ревизионной комиссии КПСС в 1976—1986 годах.

## Биография
В 1951 году окончила Московский государственный университет имени Ломоносова.
В 1951—1953 годах — научный сотрудник, заведующий отделом Государственного музея имени Калинина в Москве.
В 1953—1959 годах — заведующий отделами, 1-й секретарь Киевского районного комитета ВЛКСМ города Москвы.
Член КПСС с 1954 года.
В 1959—1962 годах — секретарь Московского городского комитета ВЛКСМ.
В 1962—1968 годах — заместитель заведующего отделом пропаганды и агитации Московского городского комитета КПСС; 2-й секретарь Киевского районного комитета КПСС города Москвы.
В 1968—1974 годах — 1-й секретарь Гагаринского районного комитета КПСС города Москвы.
В 1974—1975 годах — заведующий отделом школ Московского городского комитета КПСС.
В декабре 1975—1990 года — заместитель министра культуры СССР.
Делегат XXIV, XXV съездов КПСС.
Потом — персональный пенсионер в городе Москве.
Скончалась 21 ноября 2001 года на 74-м году жизни. Похоронена на Ваганьковском кладбище Москвы.

## Награды и звания
- два ордена Трудового Красного Знамени
- орден Дружбы народов
- орден «Знак Почёта»
- медали